# Eurycope grasslei
Eurycope grasslei är en kräftdjursart som beskrevs av Wilson 1982. Eurycope grasslei ingår i släktet Eurycope och familjen Munnopsidae. Inga underarter finns listade i Catalogue of Life.